# Lårstaviken

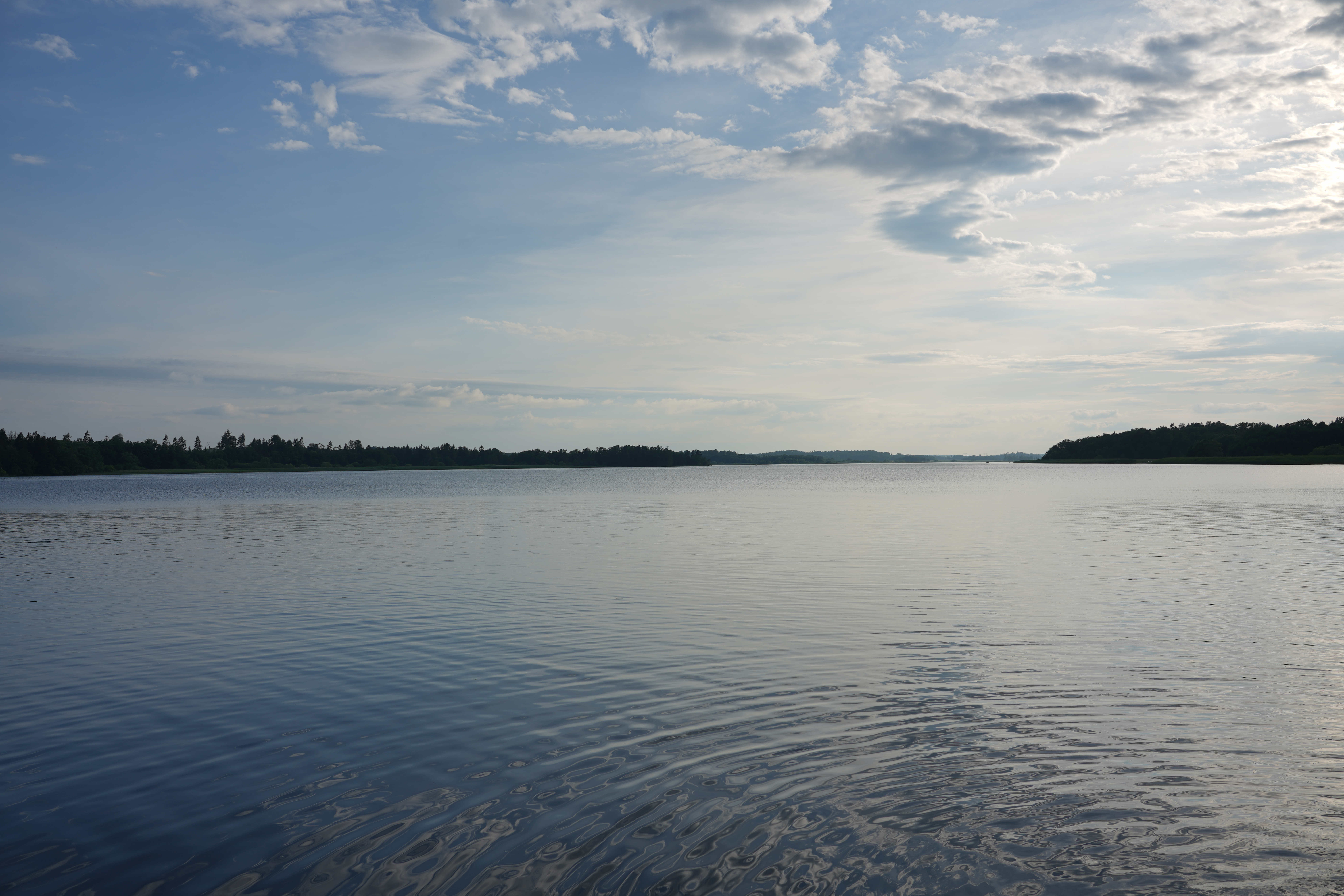
Lårstaviken (2025)

Lårstaviken är en cirka 10 km lång vik av Ekoln, som i sin tur utgör en del av insjön Mälaren. Örsundaån och Sävaån mynnar i Lårstaviken.
Viks slott ligger vid Lårstaviken.